# Eptatretus okinoseanus
Eptatretus okinoseanus – gatunek bezszczękowca z rodziny śluzicowatych (Myxinidae). 

## Zasięg występowania
Okolice Tajwanu oraz płd. Japonii.

## Cechy morfologiczne
Osiąga 80 cm długości. Osiem par otworów skrzelowych. Plamki oczu widoczne. Płetwa brzuszna dobrze rozwinięta. Gruczołów śluzowych 87-97.

## Biologia i ekologia
Występuje na głębokości 300-1020 m.